# 핵연료

원소들이 가지고 있는 결합 에너지의 비교

핵연료(核燃料, 영어: nuclear fuel)는 원자력발전소에서 전기를 생산하는 데 필요한 에너지를 핵분열 반응을 통해 내는 방사성물질을 말한다.
핵연료는 발전용 원자로 내에서 중성자를 흡수해 핵분열을 일으킴으로써 열을 발생시키는 데 필요한 재료이며, 연구용 원자로에서는 핵분열을 일으켜 중성자와 열을 생산하는 물질로 사용되고 있다. 현재 가동 중인 국내 원자력발전소는 가압경수로형과 가압중수로형이 있다. 경수로형에서는 우라늄-235 함량 3~5%의 농축우라늄을 연료로 사용하고 있으며, 중수로형에서는 우라늄-235 함량 0.7%의 천연우라늄을 그대로 쓰고 있다. 또한 연구로에서는 대부분 20% 농축도의 우라늄을 핵연료로 사용하지만, 초창기 연구로에서는 90% 이상 고농축 우라늄이 쓰이기도 했다.
대부분의 원자로에서 핵연료는 막대모양의 봉으로 되어 있으며, 여러 개의 핵연료봉을 묶어 핵연료집합체로 사용한다.  국내 가압경수로에서 쓰는 연료봉은 우라늄산화물인 이산화우라늄(UO2)을 지름 약 8.5mm, 높이 11~14mm의 원통형의 소결체로 제조한 것을 지름 약 9.5mm, 길이 4m의 피복관에 장전시켜 사용한다. 피복관에는 약 380개의 소결체와 소결체의 움직임을 방지하는 스프링을 넣고, 연료봉 내를 헬륨기체로 충전한 후 봉단마개를 용접해 제조한다. 이러한 연료봉 230~270개를 다발로 묶어 정사각형 형태로 만든 것을 '핵연료집합체'라고 한다. 원자력발전소에서는 이러한 핵연료집합체를 원자로 1기당 150~210개 정도를 장전해 운전하게 된다. 핵연료집합체는 연료봉 외에도 안내관, 지지격자, 상하단고정체, 계기관 등으로 구성된다.
소결체 한 개에는 우라늄이 약 5.2g 정도 포함되며, 전력 생산량으로 계산하면 약 1,800kWh로, 4인 가구가 8개월 정도 쓸 수 있는 분량이다. 따라서 핵연료집합체 1기의 질량은 약 655kg 정도가 되고, 그 가운데 우라늄은 약 431kg쯤 된다. 핵연료집합체 1다발의 전력생산량은 약 1억 7천만kWh로 약 6만 가구가 1년 정도 쓸 수 있는 전기 에너지에 해당한다.
중수로에서 사용하는 핵연료는 소결체의 지름이 약간 더 커서 10.2mm이며, 소결체 약 31개를 길이 50cm의 피복관에 넣어 연료봉으로 만들고, 연료봉 37개를 원통형의 다발로 묶어 사용하므로 질량이 24kg 정도 된다.
핵연료는 원자력발전소의 가장 핵심 요소인데, 소결체 재료인 이산화우라늄(UO2)은 화학적으로 매우 안정된 화합물로, 용융온도가 약 2,850℃이다. 이산화우라늄 소결체는 핵분열 시 발생하는 방사성물질들을 안전하게 가두어 두는 1차 방호벽 역할을 한다. 또한 소결체를 감싸고 있는 핵연료 피복관은 방사성 물질이 냉각재로 유출되지 않도록 막아 주는 2차 방호벽 역할을 한다.
한편, 연구용 원자로들은 대부분 출력되는 열이 많지 않고, 운전온도가 낮아서 초기에는 알루미늄과 90% 이상 고농축우라늄 합금을 연료로 사용했으나, 이후에는 농축도를 20%로 낮춘 우라늄과 실리콘 합금으로 만든 심재를 알루미늄 피복으로 감싼 연료봉을 주로 사용하고 있다. 우리나라의 연구용 원자로인 ‘하나로’도 이러한 연료봉을 사용하고 있다. 하지만 최근 핵연료 성능을 더 높인 우라늄과 몰리브덴 합금의 핵연료가 개발되어 부산시 기장구에 건설 중인 연구로에는 우라늄과 몰리브덴 합금 핵연료를 사용할 예정이다.
핵연료는 무거운 원소가 포함되어 있어, 이 원소가 핵분열로 인한 연쇄 반응을 통해 에너지를 생산한다. 235U과 239Pu이 주로 쓰인다. 핵연료를 사용하기 위해 채광, 정제, 사용, 처분까지 걸리는 과정을 통틀어 핵연료 주기라고 말한다.
모든 핵연료가 핵분열을 이용하는 원자로에 사용되는 것은 아니다. 플루토늄-238과 다른 원소들은 방사성동위원소 열전기 발전기에서 열원으로 사용되거나, 다른 원자력 전지의 에너지 원으로 사용된다. 3H (삼중수소)같은 가벼운 원소는 핵융합의 연료이기도 하다.

## 산화물 연료
우라늄의 열 전도율은 매우 낮은 편이며, 이는 간극률과 더불어 연소도에 영향을 미친다. 연소로 인해서 팔라듐이나, 크세논이라든가 크립톤같은 분열 생성물이 생겨나 격자를 망치며, 또한 여기서 발생한 방사선으로 또 격자에 영향을 받게 된다. 이런 낮은 열전도율은 사용중인 펠릿의 중심 부분을 과열시킬수 있다. 또한 간극률로 인해서 열팽창과 열 전도율이 동시에 일어날 수 있도록 한다.

### UOX

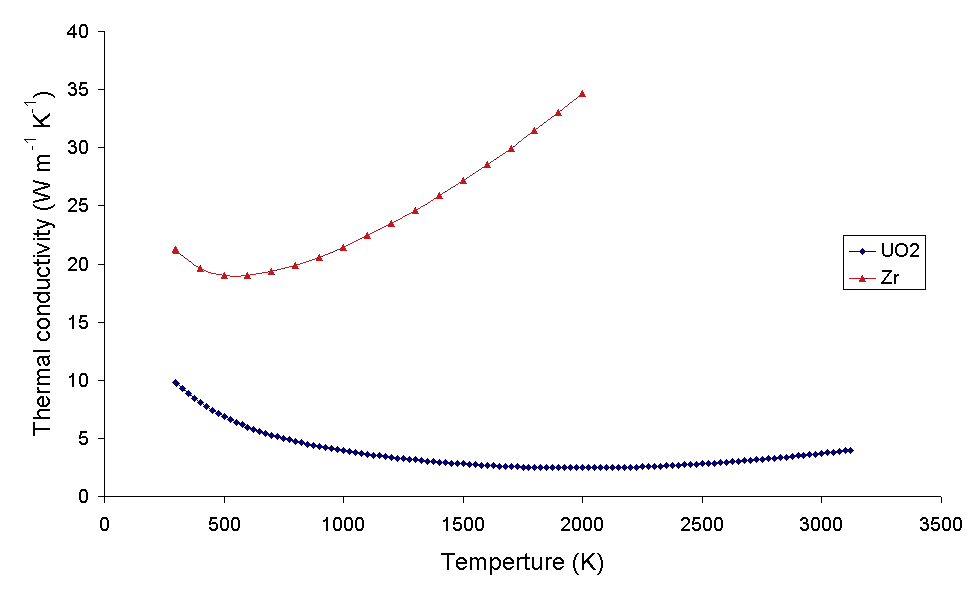
지르코늄과 산화 우라늄의 온도에 따른 열 전도율

이산화 우라늄은 검은색 고체 반도체이다. 이것은 암모니아로 만든 질산 우라닐을 고체 형식의 암모늄 우라늄산염으로 만들어낸다. 이걸 다시 U3O8로 하소한후에 아르곤 / 수소 혼합기체로 700도이상의 열을 가해서 UO2로 만들어 갈아낸 후에 압력을 가해 펠릿으로 만든후, 이 펠릿에 높은 열을 가해서 소결하게 된다.
산화 우라늄의 열 전도율은 지르코늄에 비해서 낮으며, 또한 온도가 높아질수록 열 전도율이 낮아진다.
이 점은 수중 환경에 있는 산화 우라늄의 부식에서 중요시되는데, 이는 전기화학의 금속표면의 갈바닉 부식 과정과 비슷하게 조절된다.

### MOX 연료
혼합 산화물 연료 혹은 MOX 연료(Mixed OXide fuel)는 플루토늄과 천연 혹은 열화 우라늄을 섞어 만든 연료로, 대부분의 원자로에서 사용되는 농축우라늄 연료와 비슷하게 연소한다. MOX 연료는 경수로의 저농축 우라늄 연료를 대체할 유력한 연료로 지목되고 있다.
몇몇은 MOX 연료가 새로운 도전할만한 처리방법으로 말하고 있는데, MOX 연료는 핵변환으로 만들어진 플루토늄의 잉여를 처리하는 방법이기 때문이다.
2005년 3월, 영국과 프랑스에서는 상업적인 핵연료를 재처리해 MOX로 만드는걸 마친 상태이며, 러시아, 인도 그리고 일본은 이 두국가보다 좀더 뒤쳐지는 상태이다. 중국에서는 고속 증식로와 더불어 핵연료 재처리를 개발할려는 계획을 세우고 있다.
미국이 계획하고 있는 세계원자력에너지파트너십(Global Nuclear Energy Partnership, GNEP)은 사용후 핵연료를 재처리하여 나온 플루토늄을 핵연료로 사용하는 방면을 찾기위한 국제적인 파트너십이다. 현재 미국에서의 상업적인 핵연료 재처리는 핵확산 문제로 인해 현재 하지 않고 있다. 또한 현재 일본을 제외한 재처리 공장을 갖고 있는 국가들은 군사용 원자로를 오랜기간동안 가지고 있던 국가들이다.

## 금속 연료
금속 연료는 산화물 연료에 비해 열효율이 좋다는 장점이 있지만, 동일한 높은 온도에서는 잘 버티지 못하는 단점을 가지고 있다. 아래는 금속연료의 종류를 설명하고 있다.

### TRIGA 연료
TRIGA 연료는 TRIGA(Training, Research, Isotopes, General Atomics) 원자로에서 사용하는 핵연료이다. TRIGA 원자로는 우라늄-지르코늄 수화물(UZrH)를 사용하는데, 이 연료는 음의 피드백 효과로 인해, 노심의 온도가 올라가면 반응도는 줄어들게 되어 노심용융이 일어나지 않도록 한다. TRIGA 원자로는 중성자를 많이 방출되개 설계하여, 실험에 사용될 수 있게 만들어져 있다. TRIGA 연료는 원래는 고농축 우라늄을 사용하도록 디자인되어 있지만, 1978년 미국 에너지성에서 연구용 원자로의 농축도를 낮추게 되어, 저농축 우라늄으로 가동되고 있다.

### 악티니드 연료
고속 중성자로안에서는 많은 악티니드 원소들이 우라늄과 플루토늄가 뱉는 중성자를 이용하여 연료로 사용될 수 있다. 이를 이용한 연료로 금속 악티니드 연료는 지르코늄 관속에서 우라늄과 플루토늄, 그리고 소수 악티니드 원소들이 포함되어 있다. 이는 고유의 안전성에서 금속이 열팽창을 하면 중성자의 방출이 늘어난다는걸 이용하고 있다.

## 세라믹 연료
세라믹 연료는 산화물 연료에 비해 높은 열효율과, 녹는점을 지니지만, 산화물 연료에 비해 방사능에 의한 팽창경향이 있으며, 이 연료에 대한 연구가 적다는 점도 단점으로 작용하고 있다.

### 질화물 연료
종종 원자로의 연료로 선택되는 질화물 연료는 미 항공우주국에서 개발된 연료이며, 이 연료의 장점 중 하나는 일반 UO2에 비해 열효율이 좋다는 점이다. 또한 질화물 연료는 녹는점이 매우 높다. 그러나 이 연료의 단점으론 15N이 사용된다는 점이다(보통 일반적인 질소는 14N임). 그러나 14C을 방사선으로 핵변환 시키면 많은 양의 15N을 얻을 수 있다. 질소를 사용하는 연료의 경우 비싸기 때문에, 파이로프로세싱을 이용하여 15N을 회수할 수 있다. 일반적으로 핵연료 재처리를 할 때 질산으로 핵연료를 녹이는데, 질화물 연료의 경우에는 연료가 잘 녹게 하기 위해서 일반적인 14N을 집어넣어 15N의 함량을 엹게 만들어준다.

### 탄화물 연료
탄화물 연료에 대한 것은 60년대와 70년대에 액체금속 증식로에서 핀 형태의 연료의 형태로 사용되기 위해 연구를 많이 하였으나, 현재 탄화물 연료는 핀형이 아닌 판형 연료, 그리고 마이크로 연료 펠릿의 형태로 관심을 받고 있다.
우라늄 탄화물은 높은 열효율과 더불어 높은 녹는점으로 주목받고 있으며, 게다가 연료내부에 산소가 없어서(방사선을 받게 되면, 연료에서 O2나 다른 가스가 방출되게 된다) 세라믹을 코팅하기에 적당한 연료(세라믹을 코팅하게 되면 구조적으로나 화학적인 장점을 얻을 수 있다)라고 할 수 있다. 탄화물 연료는 현재 가스 냉각형 고속로의 연료의 후보로 주목받고 있다.

## 액체 연료

### 용융염
이 종류의 연료는 연료가 냉각재 역할을 맡기도 한다. 이 연료는 용융염 원자로 시험과 액체 토륨불화물 원자로와 같은 다른 액체노심 원자로 실험에도 사용되었다. 용융염은 리튬, 베릴륨, 토륨과 우라늄 불화물의 혼합체인 LiF-BeF2-ThF4-UF4 (72-16-12-0.4 mol%)로 되어 있다. 용융염의 최고 운전온도는 705 °C 이나, 용융염의 끓는점인 1400 °C까지 온도를 올릴수 있다.

### 우라닐 염 수용액
수용액균질원자로는 우라닐 황산염 혹은 다른 우라늄 염 수용액을 연료로 사용한다. 이것의 단점중 하나로는 사고발생시 연료가 빨리 증발되어 버리기 때문이기 때문에 이 원자로 형태는 대형 전력생산용 원자로에 사용된적이 없다.

## 일반적인 형태의 핵연료
일반적인 핵연료는 농축된 UF6 가스를 펠릿형태로 만들기 위해 산화 우라늄(UO2) 가루로 전환시킨다. 이렇게 만들어진 펠릿은 높은온도에서 소결되어, 단단한 세라믹 펠릿의 형태를 띤다. 이렇게 만들어진 실린더 형태의 펠릿은 연료봉에 집어넣기 위해 작게 갈아지게 된다. 펠릿들은 금속 튜브에 집어넣게 되는데, 이 튜브는 원자로의 설계특성에 따라 만들어지게 되며, 보통 부식에 잘 버티는 합금으로 만든다. 앞에서 설명했듯이 연료봉의 피복은 원자로의 설계에 따라 나뉘게 되는데, 초기에는 스테인리스강이 주로 쓰였으나 현재 대다수의 원자로들은 부식에 잘버티면서, 중성자를 덜 흡수하는 지르코늄 합금을 피복재료로 사용한다. 튜브에 펠릿을 넣고 봉하게 되는데, 이 튜브를 가리켜 연료봉(fuel rod)이라고 부르며, 이 연료봉을 여러개 묶은걸 연료 집합체라고 부르며, 이 연료집합체를 원자로의 노심에 장전하여 사용한다.

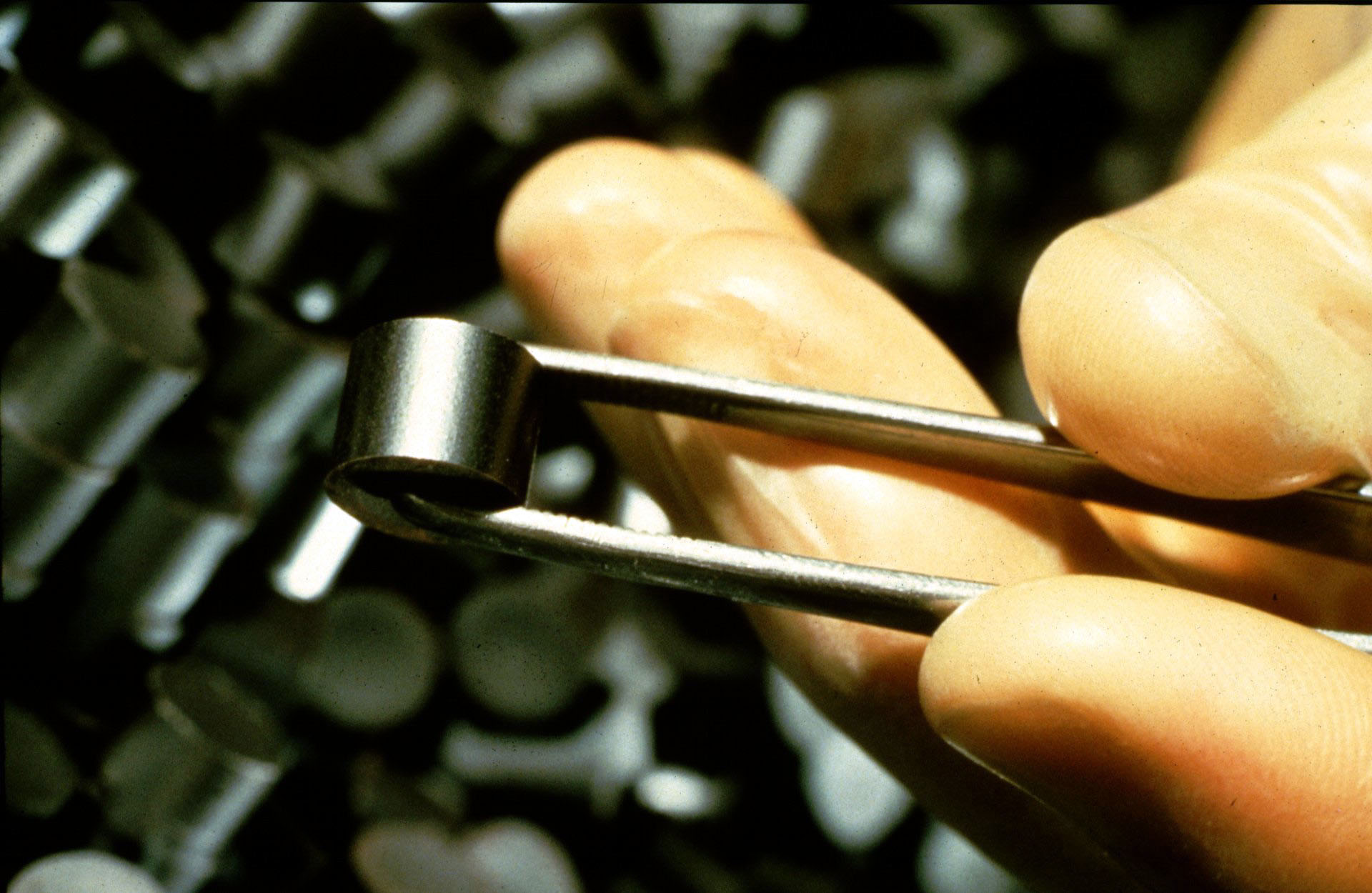
미국 원자력규제위원회(NRC)가 찍은 아직 원자로에 넣어지지 않은 연료 펠릿.
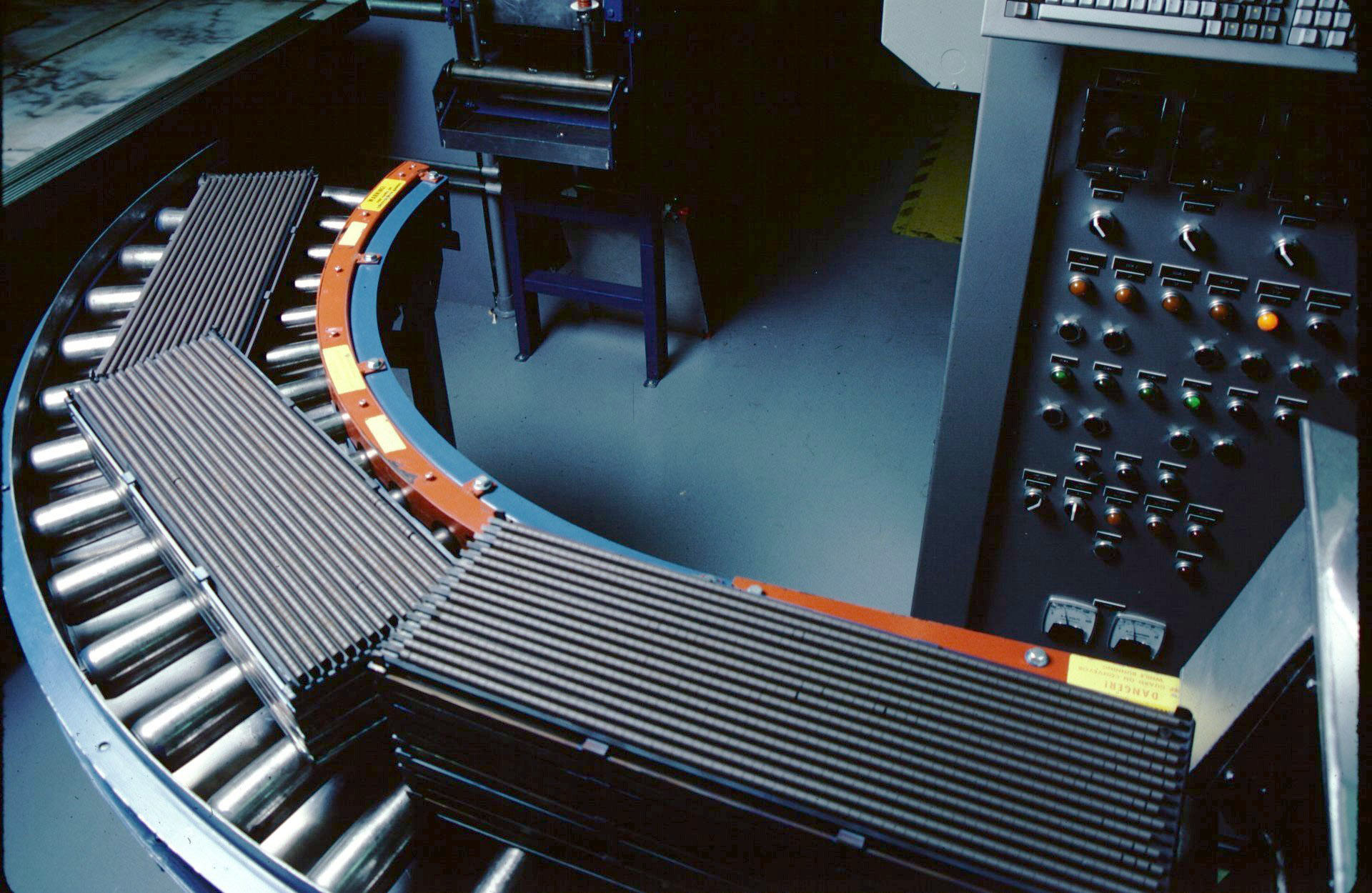
미 NRC가 찍은 조립준비가 다된 연료 펠릿.
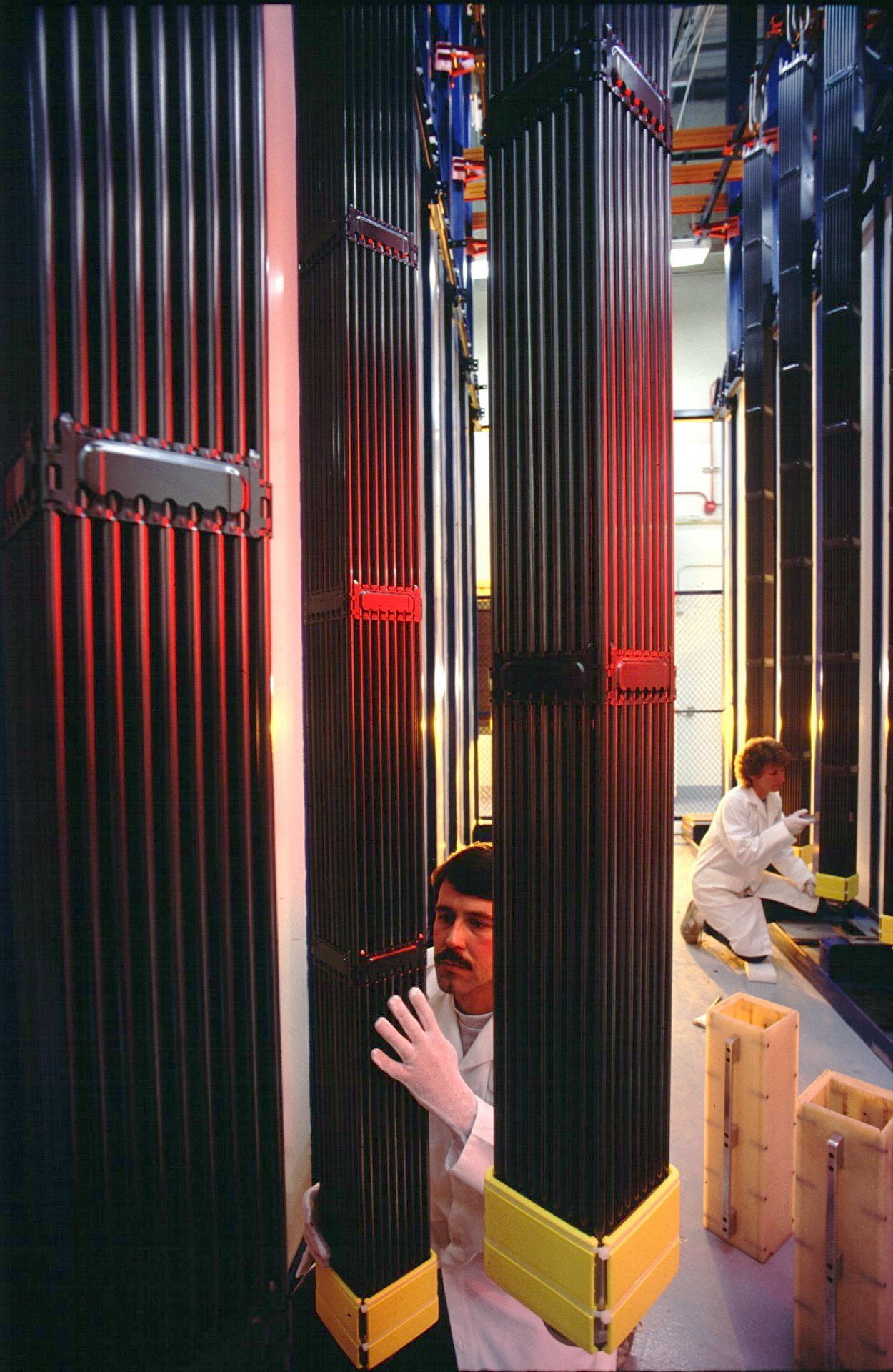
미 NRC가 찍은 새로 만들어진 연료 집합체의 검사장면.

### 가압수형 원자로의 연료

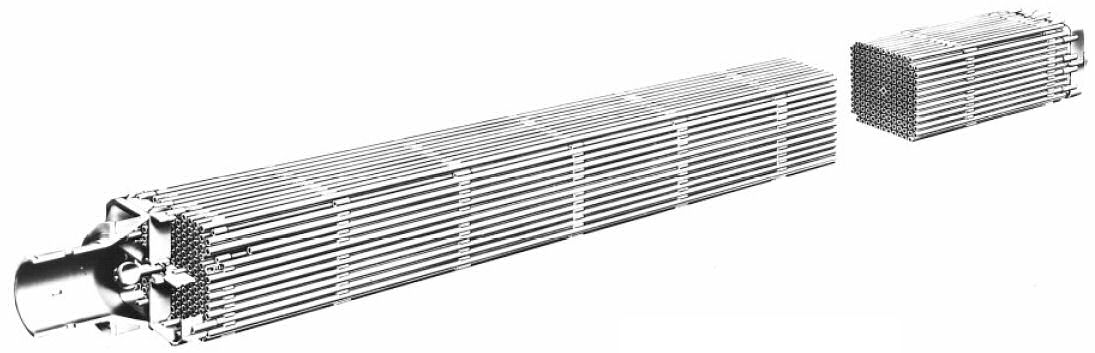
NS 서배나에 실린 가압수형 경수로의 연료 집합체

가압수형 원자로의 연료는 실린더형 연료봉이 묶여진 형태이다. 산화 우라늄은 세라믹 형태로 연료펠릿에 들어있으며, 이 연료펠릿은 지르코늄 합금으로 만든 피복재에 들어가게 된후, 묶여지게 된다. 지르코늄 합금 튜브는 지름 1cm에 연료 피복 뚜껑은 헬륨으로 채워져 있어, 연료에서 발생되는 열이 피복재로 가는 전도율을 높여주는 역할과 더불어 펠릿과 피복재의 상호작용을 최소화 시켜준다. 보통 하나의 연료 집합체엔 179~264개의 연료봉이 들어가며, 원자로 노심 하나에는 121개에서 193개의 연료 집합체가 들어가게 된다. 일반적으로 연료 집합체의 경우 14x14혹은 17x17의 형태로 제작되며, 연료 집합체의 길이는 약 4미터 정도이다. 가압수형 원자로의 연료 집합체의 경우엔 제어봉이 위에서 연료집합체로 바로 내려오게 된다. 산화 우라늄은 피복되기 전에 건조되는데, 이는 세라믹 연료에 있는 습기가 부식을 일으키거나, 피복재를 연하게 만들수 있기 때문이다.

### 비등수형 원자로의 연료
비등수형 원자로의 연료는 가압수형 원자로와 비슷하지만, 연료 집합체가 밀봉되어 있다는 점이 제일 다르다. 비등수형 원자로의 경우엔 얇은 튜브가 각각의 연료 집합체를 둘러싸고 있다. 이렇게 하는 가장 큰 이유는 국지적인 보이드 계수를 억제시켜, 중성자 전달과 더불어 노심안의 물의 열역학에 영향을 주기 위해서이다. 현대적인 비등수형 원자로의 연료 집합체의 경우엔 제작사에 따라 91, 92, 96개의 연료봉이 들어가게 된다. 보통 노심에는 최소 368개에서 최대 800개까지 집어넣기도 한다. 비등수형 원자로의 연료봉의 경우 가압수형 원자로처럼 헬륨으로 차여있는데, 헬륨의 압력은 대기압의 3배인 300 kPa이다.

### CANDU 연료

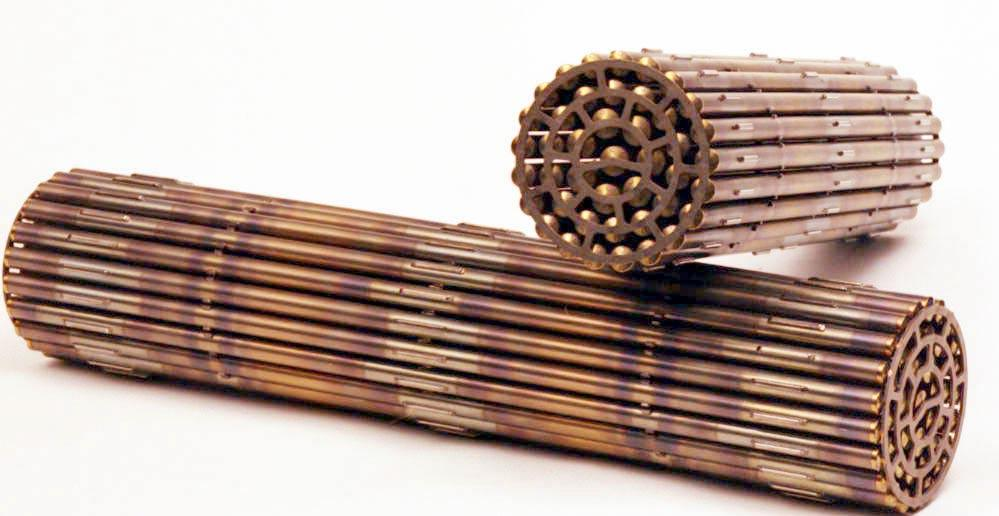
CANDU 연료 집합체 두개의 CANDU 연료 집합체로, 각각 50cm 길이에 직경 10cm이다. 캐나다 원자력 공사가 사진을 허락해줌.

CANDU 연료 집합체는 50cm 길이에 직경 10cm이다. 지르코늄 합금으로 만든 이 연료 집합체에 소결된 연료 펠릿을 집어넣는데, 각각의 끝을 지르코늄 합금으로 용접한다. 연료 집합체 각각의 무게는 20 Kg이며,보통 원자로 설계에 따라 다르지만 4500개에서 6500개를 집어넣는다. 현재 쓰이는 CANFLEX 연료 집합체의 경우, 각각 37개의 연료 핀이 연료 집합체의 축을 따라 정렬되었지만, 예전에는 몇가지 다른 규격과 더불어 들어가는 연료핀의 개수도 제각각이었다. 이 연료집합체의 경우 두가지 다른 핀 직경을 이용하여 연료의 효율을 올리는 것에 중점을 맞추고 있다. 현재 CANDU 디자인은 뛰어난 중수 감속재로 인해 임계를 맞추기 위해서 농축 우라늄을 사용할 필요가 없지만, 농축 우라늄을 사용하여 원자로의 크기를 줄이는 새로운 안을 생각중에 있다.

## 그 외에 원자로에서 사용되는 핵연료들
여러 원자로에서 특정한 핵연료를 사용했지만, 가압수형 원자로, 비등수형 원자로, 그리고 CANDU만큼 널리 사용되지 못했다. 이밖에 연구용 원자로뿐만 아니라, 군사용 원자로에도 특정한 핵연료를 사용하였다.

### 마그녹스 연료

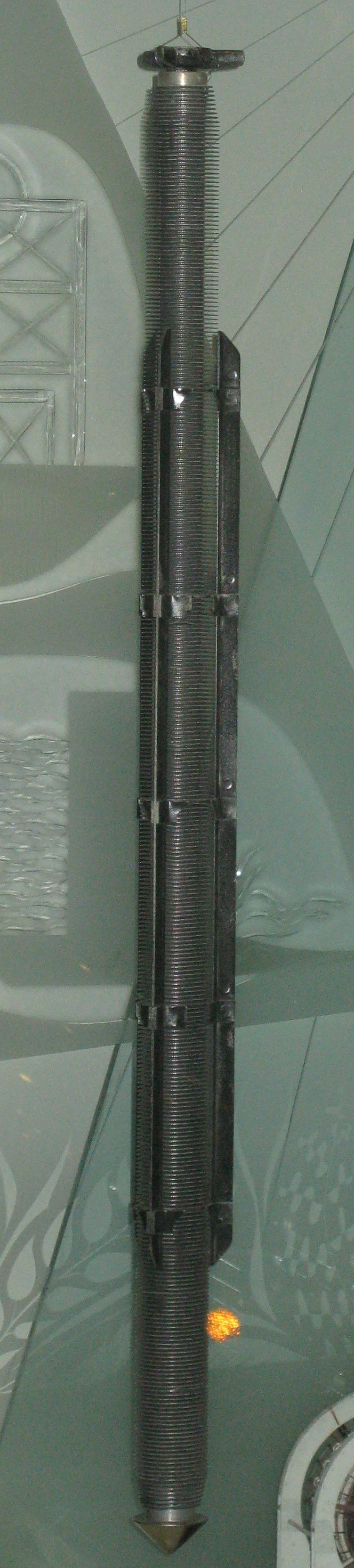
마그녹스 연료봉

마그녹스 원자로는 가압 이산화탄소를 냉각재로 하는 흑연감속 원자로로, 천연 우라늄을 연료로 하여 마그네슘 합금인 마그녹스로 피복한 연료봉을 사용한다. 가동중 강철제 압력용기의 압력은 6.9~19.35 바이며, 노심바깥의 두개의 콘크리트로 만든 강화 건물은 24.8에서 27바로 운전하고 있다. 마그녹스라는 이름은 마그네슘 합금을 일컫는 말로, 마그네슘과 약간의 알루미늄, 그리고 다른 금속으로 이뤄진 합금으로 천연 우라늄을 감싸 산화되지 않고, 발전중 생긴 분열 생성물을 가두는 역할을 한다. 이 물질은 중성자 흡수율이 낮으나 두가지 중요한 단점이 있다.
- 최대온도 제한이 있어, 발전소의 열 효율에 영향을 줄 수 있다.
- 물과 반응할 수 있어, 물아래의 사용후 연료의 오랜 보관이 방해될 수 있다.

마그녹스 연료는 낮은 운전온도에도 불구하고 열을 빨리 순환시키기 위해 냉각핀을 달고 있는데, 이 냉각핀 제작비도 비쌌다.

### TRISO 연료

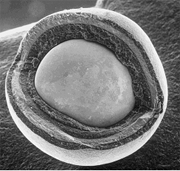
TRISO 연료가 깨진 모습으로, 여러 개의 코팅 표면이 보인다

삼중구조 균등성 연료(Tristructural-isotropic, TRISO)는 미립자 형태로 되어 있는 연료이다. 이 연료의 중심부엔 UOX(때때로 탄화 우라늄 혹은 UCO가 있기도 한다)가 있으며, 3개의 균일한 물질이 코팅되어 있다. 그리고 그 바깥으로는 탄소로 만든 다공성 완층 구조가, 그 위에 고밀도의 열분해흑연(Pyrolitic Carbon)와, 탄화실리콘(SiC)으로 된 세라믹 층이 있으며, 맨 바깥으로 고밀도의 열분해흑연이 높은 온도에서도 분열 생성물을 붙들고 있으며, 또한 TRISO 연료의 높은 구조적 안정성을 제공해준다. TRISO 연료입자는 섭씨 1600도 이상의 온도에서 열차이로 인한 열팽창이나 분열가스의 압력에도 깨지지 않도록 설계되었으며, 원자로가 설계될 때의 최악의 사고에도 연료를 붙들고 있도록 설계되었다. 이 TRISO 연료입자를 사용하는 원자로는 핵연료의 형태에 따라 두 가지로 분류되는데, 하나는 페블베드형(Pebble Bed Type)으로서 TRISO 연료입자를 흑연과 함께 직경 60mm의 자갈(Pebble) 형태로 성형한 후 몇 천개의 연료 Pebble을 흑연 Pebble과 함께 원자로 안에 섞어서 넣어 사용한다. 다른 하나는 각기둥블럭형(Prismatic Block Type)으로서 TRISO 연료입자를 중공실린더형 컴팩트(외경 26mm, 내경 10mm, 길이 39mm)로 만든 후 이를 흑연 재질의 6각형기둥 블럭 구조 내의 핵연료 채널에 넣고 이를 핵연료 집합체로서 원자로에 장전하여 연소시킨다.
TRISO 입자 연료는 독일에서 고온 가스냉각로를 개발하면서 개발했다. TRISO 연료를 사용하는 최초의 원자로는 AVR이며, THTR-300 원자력 발전소는 이 연료를 사용한 최초의 원자력 발전소이다. 현재, TRISO 연료성형체는 중국의 HTR-10과 일본의 HTTR같은 연구용 원자로에서 사용중에 있다. 4세대 원자로안중 하나인 초고온 원자로(Very High Temperature Reactor, VHTR. 보통 고온 가스냉각로 High Temperature Gas-cooled Reactors (HTGR)로 알려짐)도 TRISO 연료를 사용한다.

### QUADRISO 연료
QUADRISO 연료 입자는 가연성 독물(유러퓸 산화물 혹은 에르븀 산화물 혹은 카바이드)층이 TRISO 연료의 연료층 위에 씌어진 것이로, 연료의 반응을 좀더 제어하기 쉽게 되어 있다. 만약 노심이 TRISO 연료와 QUADRISO 연료 두개를 필요로 한다면, 중성자가 나온후 가연성 독물에 막혀 QUADRISO 연료까지 내려오지 못하게 된다. 나중에 독물이 다 고갈된 후에야 QUADRISO 연료가 연소되기 시작한다. 이 메커니즘은 일반 TRISO 연료에 원자로 제어의 신뢰성을 높이기 위한 것이다. QUADRISO  연료의 구상은 미국 아르곤 국립 연구소에서 하였다.

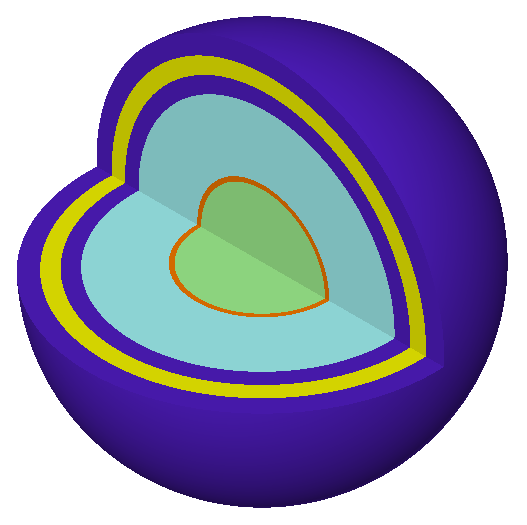
QUADRISO 입자

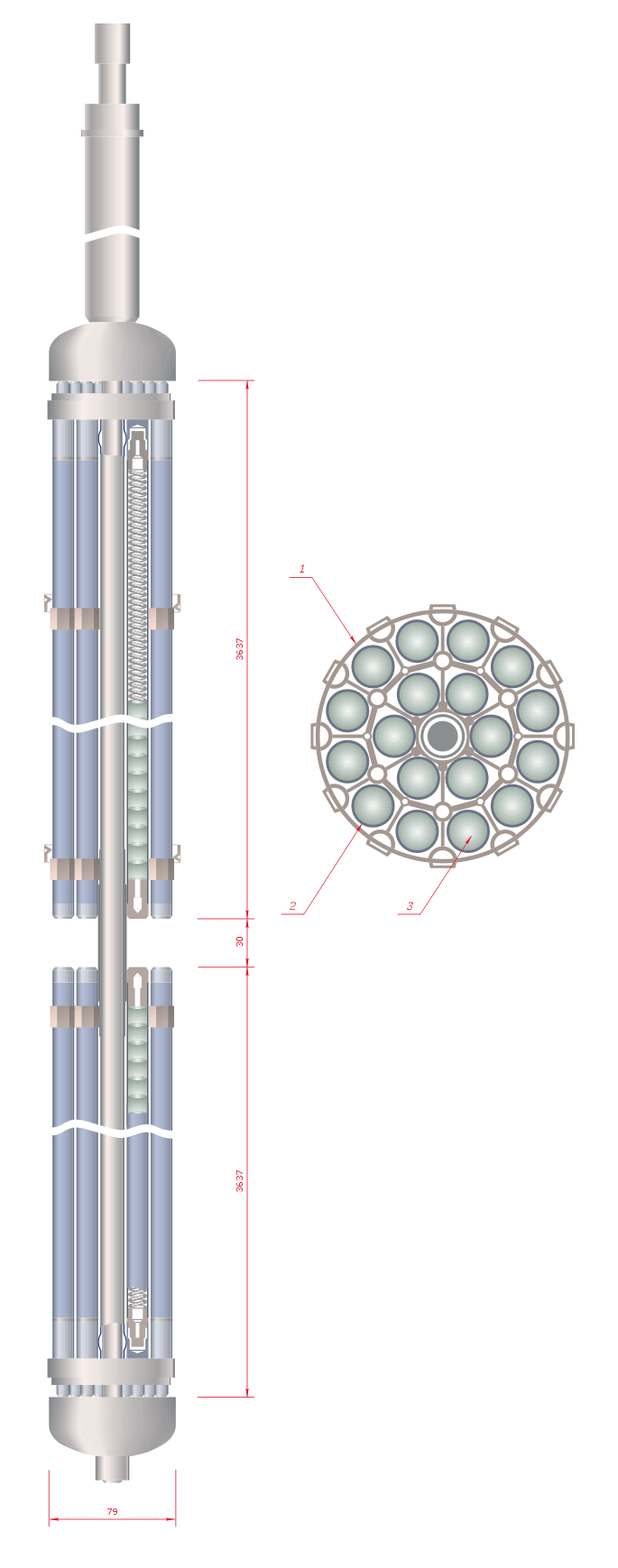
RBMK 연료집합체 1 - 압력관, 2 - 스페이서 격자 그리드, 3 - 연료봉

### RBMK 연료
RBMK 연료는 소련이 설계하고 건설한 RBMK에서 사용된 연료이다. 이 연료는 저농축 산화우라늄을 사용한다. 연료집합체의 길이는 3m 정도이며, 각각의 연료 채널인 압력튜브에 2개씩 들어갔다. 러시아의 VVER원자로에서 쓴 사용후 연료를 재처리한 우라늄을 가지고 RBMK 연료를 만들 수 있다. 체르노빌 사고 이후, 중성자 흡수율을 높이기 위해 현행 2%에서 2.4%로 농축도를 올리게 되었다.

### 도성합금 연료
도성합금 연료는 세라믹 연료 입자(보통 산화 우라늄)가 금속구조에 삽입되어 있는 연료를 말한다. 도성합금 연료는 미 해군 원자로에서 사용하기 위해 가정을 세웠다. 이 연료는 열 전도율이 매우 높았으며, 팽창에 잘 버티는 특성을 지니고 있었다.

### 판형태 연료
판형태 연료는 몇년동안 관심밖의 대상이었다. 판연료는 보통 농축 우라늄 샌드위치 모양에 금속 피복재가 중간에 끼인 형태를 하고 있다. 이 연료는 여러 고 중성자속 원자로에서 바라던 것이었다. 그 이유는 고온에서 볼 수 있는 실린더형 세라믹 연료를 사용하지 않고 금속에 방사선을 조사하는 연구라던가 방사성 동위원소를 생산하는 연구를 할 수 있기 때문이었다.

### 나트륨 결합 연료
나트륨 결합 연료는 액체 나트륨 사이에 연료 슬러그와 피복재를 넣는 것을 말한다. 이 연료는 종종 나트륨을 사용하는 액체금속 냉각 고속로에서 종종 사용되었다. 이 연료는 EBR-I, EBR-II, FFTF에서 사용되었다. 이 연료 슬러그는 금속 혹은 세라믹으로 만들어져 있으며, 이 연료를 사용하면 연료의 열을 줄일수 있는 장점이 있다.

## 사용후 연료
사용한 핵연료안에는 분열 생성물, 우라늄, 플루토늄 그리고 소수의 악티니드 원소가 들어있다. 원자로에서 높은 온도에서 사용된 연료봉의 경우, 연료봉은 보통 다른 성분으로 변화하게 되며, 종종 팔라듐같은 백금족 원소의 나노입자가 포함되기도 한다. 만약 연료봉이 깨지게 되면 부풀어오름과 동시에 녹는점까지 온도가 올라가게 된다. 비록 사용후 연료봉이 깨질수 있지만, 물에서는 잘 녹지 않아, 산화 우라늄의 결정 격자구조 내의 주요 악티니드와 분열 생성물을 보유할 수 있다.

## 방사성 동위원소의 붕괴를 사용한 연료

### 방사성 동위원소 전지
원자력 전지와 방사성 동위원소 전지는 방사성동위원소의 붕괴로 전력을 생산하기에 설명이 상호교환될 수 있다. 여기서 사용되는 방사성 동위원소는 낮은 에너지의 베타 입자 혹은 각기다른 에너지의 알파 입자를 방출한다. 낮은 에너지의 베타 입자는 제동복사로 인해 관통력이 높은 높은 에너지를 방출하기 때문에 이를 위해 차폐벽이 강력해야 한다. 현재 방사성 동위원소중 삼중수소, 63Ni, 147Pm, 99Tc등이 실험되었으며, 238Pu, 244Cm, 242Cm, 90Sr이 현재 사용되고 있다.
원자력 전지의 경우 두가지 방식이 있는데, 열을 사용하는가, 열을 사용하지 않는가에 따라 나뉜다. 열을 사용하지 않는 원자력 전지의 경우, 디자인이 여러가지이며, 알파입자와 베타 입자를 이용하여 전력을 만든다. 다른 방식으로 열을 이용하는 원자력 전지의 경우, 방사성 붕괴시 나오는 붕괴열을 전기로 바꾸는 방식이다. 이 디자인은 열전자 변환기, 열광전 셀, 알칼리 금속을 이용한 열-전기 변환기로 이뤄져 있으며, 대표적인 디자인으로는 방사성 동위원소 열전기 발전기가 있다.

### 방사성 동위원소 열전기 발전기
방사성동위원소 열전기 발전기(RTG)는 간단한 발전기로, 방사성동위원소의 붕괴열을 열전기쌍을 이용하여 전기를 생산해내는 방식이다.
RTG의 연료로 238Pu가 주로 사용되며, 238Pu는 플루토늄 산화물의 형태로 되어 있으며, 반감기는 87.7년으로 안정적인 에너지 밀도와 더불어 특히 감마선과 중성자선이 적다는 장점이 있다. 러시아에서 개발한 몇몇 지상 RTG의 경우 90Sr을 사용하는데, 이 동위원소의 경우 238Pu와 비교해 낮은 에너지 밀도와 더불어 반감기도 짧으나 가격이 싸다는 장점이 있었다.

### 방사성동위원소 열발생 장치

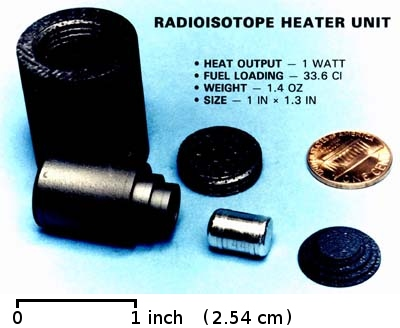
분해된 RHU

방사성동위원소 열발생 장치는 각각 1와트의 전력을 공급하며, 몇 그램의 238Pu에서 열을 뽑아낸다. 이 열은 몇십년동안 뽑아낼 수 있다.
이 장치는 심우주에서 근처에 위치한 전자장치에 열을 공급해주는 것으로, 토성을 도는 카시니-하위헌스 호의 궤도선에 82개가 실렸으며, 또한 이 탐사선엔 3개의 주 RTG가 장착되어 있다. 타이탄을 탐사하는 하이헌스 탐사선에는 35개의 방사성동위원소 열발생 장치가 실려있다.

## 핵융합 연료
핵융합 연료는 삼중수소(3H)와 중수소(2H), 그리고 헬륨-3(3He)이 있다. 이를 제외한 다른 원소들도 핵융합이 가능하나, 이들 원자핵의 전기적 전하가 강하기 때문에 이들 원소보다 더 높은 고온이 필요하게 된다. 현재 가벼운 원소를 이용한 핵융합이 미래의 에너지 원으로 진지하게 고려되고 있다.

### 1세대 핵융합 연료
중수소와 삼중수소가 최초의 핵융합 연료로 생각되고 있다. 이것들은 모든 원소들 중에서 전기적 전하가 가장 낮기 때문이다. 보통 이 연료로 에너지를 만들 수 있는 3가지 방식이 있다:
2H + 3H {\displaystyle \rightarrow } n (14.07 MeV) + 4He (3.52 MeV)
2H + 2H {\displaystyle \rightarrow } n (2.45 MeV) + 3He (0.82 MeV)
2H + 2H {\displaystyle \rightarrow } p (3.02 MeV) + 3H (1.01 MeV)

### 2세대 핵융합 연료
2세대 핵융합 연료는 높은온도라든가 시간등이 1세대 핵융합 연료보다 높지만, 중성자를 덜 적게 발생시킨다. 중성자는 핵융합을 하면서 만들어지는 반갑지 않은 생성물로, 중성자가 핵융합로에 흡수되어 방사능을 띠게 때문이다. 중성자는 전하가 없어, 자기장으로 막을 수가 없다. 2세대 핵융합 연료는 중수소와 헬륨-3을 사용한다.
2H + 3He {\displaystyle \rightarrow } p (14.68 MeV) + 4He (3.67 MeV)

### 3세대 핵융합 연료
3세대 핵융합 연료는 첫 번째 반응에만 연료가 필요하지, 부수적인 반응은 그리 중요하지 않다. 이 방식도 중성자를 방출하지만, 엄청나게 적은 양으로 핵융합로가 덜 방사능으로 바뀌게 된다. 종종 이 방식을 핵융합 연구의 최종 목표로 삼는다. 3He는 맥스웰 반응도가 제일 높은 3세대 핵융합 연료이다. 또한 발생되는 양성자는 그 자체의 움직임이 전류이기 때문에 에너지 손실 없이 바로 전기로 사용할 수 있다는 특징을 가지고 있다. 그러나, 지구의 지각엔 헬륨 3이 별로 존재하지 않는다. 최근 연구에서 달 지각에 헬륨 3이 다수 분포하는 것이 확인되어, 달 지각에서 헬륨 3를 채광해 오겠다고 선언한 기업도 있다.
3He + 3He {\displaystyle \rightarrow } 2p + 4He (12.86 MeV)

## 같이 보기
- 핵연료 주기
- 재처리된 우라늄

### PWR 연료
- NEI fuel schematic
- Picture of a PWR fuel assembly
- Picture showing handling of a PWR bundle
- Mitsubishi nuclear fuel Co.

### BWR 연료
- Picture of a "canned" BWR assembly
- Physical description of LWR fuel
- Links to BWR photos from the nuclear tourist webpage

### CANDU 연료
- CANDU Fuel pictures and FAQ
- Basics on CANDU design
- The Evolution of CANDU® Fuel Cycles and their Potential Contribution to World Peace
- CANDU Fuel-Management Course
- CANDU Fuel and Reactor Specifics (Nuclear Tourist)
- Candu Fuel Rods and Bundles

### TRISO 연료
- TRISO fuel descripción
- Non-Destructive Examination of SiC Nuclear Fuel Shell using X-Ray Fluorescense Microtomography Technique
- GT-MHR fuel compact process 보관됨 2006-03-06 - 웨이백 머신
- Description of TRISO fuel for "pebbles"
- LANL webpage showing various stages of TRISO fuel production

### QUADRISO 연료
- Alberto Talamo Technical Articles[깨진 링크(과거 내용 찾기)]

### CERMET 연료
- A Review of Fifty Years of Space Nuclear Fuel Development Programs
- Thoria-based Cermet Nuclear Fuel: Sintered Microsphere Fabrication by Spray Drying
- The Use of Molybdenum-Based Ceramic-Metal (CerMet) Fuel for the Actinide Management in LWRs

### Plate type 연료
- List of reactors at INL and picture of ATR core
- ATR plate fuel

### TRIGA 연료
- General Atomics TRIGA fuel website

### 우주용 원자로 연료
- Space Nuclear Conference 2005 (SNC '05)

### 핵융합 연료
- Advanced fusion fuels presentation 보관됨 2016-04-15 - 웨이백 머신